# Eubela
Eubela é um gênero de gastrópodes pertencente a família Raphitomidae.

## Espécies
- Eubela aequatorialis Thiele, 1925[2]
- †Eubela awakinoensis Powell, 1942
- Eubela calyx (Dall, 1889)[3]
- Eubela distincta Thiele, 1925[4]
- Eubela limacina (Dall, 1881)[5]
- Eubela mcgintyi Schwengel, 1943[6]
- †Eubela monile Marwick, 1931
- Eubela nipponica Kuroda, 1938[7]
- Eubela plebeja Thiele, 1925[8]

Espécies trazidas para a sinonímia
- Eubela sofia (Dall, 1889):[9] sinônimo de Xanthodaphne sofia (Dall, 1889)